# Pablo Caicedo
Pour les articles homonymes, voir Caicedo.
Caicedo  Romo est un nom espagnol. Le premier nom de famille, en général paternel, est Caicedo ; le second, en général maternel, souvent omis, est Romo.
Pablo Andrés Caicedo Romo, né le 14 octobre 1986, est un coureur cycliste équatorien, membre de l'équipe Movistar-Best PC. Il participe à des compétitions sur route et en VTT. Son frère cadet Jhonny est également coureur cycliste.

## Palmarès sur route
- 2014
  - 3e étape du Tour du sud de la Bolivie
- 2016
  - Vuelta a Nariño[1]
- 2018
  - 3e étape de la Vuelta a Nariño
  - 8e étape du Tour de l'Équateur

## Classements mondiaux
| Année            | 2014 | 2015 | 2016 | 2017 | 2018 | 2019 | 2020 |
| ---------------- | ---- | ---- | ---- | ---- | ---- | ---- | ---- |
| UCI America Tour | 285e |      |      |      |      |      | 195e |